# Аландські конвенції
Аландські конвенції — міжнародні конвенції, які визначали статус Аландських островів. 
До 1809 року Аландські острови, як і уся Фінляндія, входили до складу Швеції. 
Після російсько-шведської війни за Фрідріхсгамським мирним договором Фінляндія та острови відійшли до Російської імперії. Згідно з Конвенцією від 30 березня 1856 року, підписаної Росією, Францією та Великою Британією, яка була складовою частиною Паризького трактату, Росія оголосила, що не буде укріплювати Аландські острови. 
Після проголошення незалежності Фінляндії в 1917 році навколо приналежності та статусу островів розгорілася політична боротьба між Швецєю та Фінляндією, яка ускладнювалася втручанням інших держав. Представники сепаратиського руху на заселених шведами Аландських островах за підтримки урядових кіл Швеції вимагали приєднання до цієї країни. 24 липня 1921 року Рада Ліги націй, обговорючи це питання, визнала, що суверенітет над Аландськими островами належить Фінляндії. Резолюція Ради Ліги Націй від 24 липня передбачала також заміну конвенції 1856 року на ширший договір. Відповідно до цього з 10 по 20 жовтня 1921 року в Женеві відбулася конференція за участі Великої Британії, Німеччини, Данії, Італії, Латвії, Польщі, Фінляндії, Франції, Швеції та Естонії, яка виробила угоду про демілітаризацію та нейтралізацію Аландських островів підписану 20 жовтня 1921 року і яка набрала чинності 6 квітня 1922 року. Рішення з аландського питання приймалися без участі Радянської Росії. 13 листопала 1921 року Росія направила усім державам, які підписали Конвенцію, спеціальну ноту, в якій оголосили її «безумовно неіснуючою для Росії». 
На початку 1939 року Фінляндія та Швеція прагнули скасування демілітаризації Аландських островів і звернулися у цій справі до Ради Ліги Націй. Однак Рада рішенням від 27 травня 1939 року залишила Конвенцію 1921 року в силі. Однак Фінляндія з міркувань безпеки усе ж таки збудувала перед Другою світовою війною військові укріплдення на Аландських островах.
Після Зимової війни між СРСР та Фінляндією 11 жовтня 1940 року була підписана угода про Аландські острови, згідно з якою Фінляндія зобов’язувалася «демілітаризувати Аландські острови, не укріплювати їх і не надавати їх для збройних сил інших держав»(з першої статті угоди). Угода набула чинності 21 жовтня 1940 року. Під час Другої світової війни Фінляндія ремілітаризувала острови. Згідно з дев’ятою статтею угоди про перемир'я між СРСР та Великою Британією з одного боку і Фінляндією з іншого, підписаної 19 вересня 1944 року, була поновлена дія угоди від 11 жовтня 1940 року. За статтею п’ятою мирного договору з Фінляндією 1947 року «Аландські острови мають залишатися демілітаризованими відповідно до існуючого зараз стану».